# DirectX Video Acceleration
DirectX Video Acceleration (DXVA) is een Microsoft-API specificatie voor Windows- en het Xbox 360-platform dat toestaat om hardwarematig video te decoderen. De specificatie maakt deel uit van DirectX. De pipeline (keten van verwerking van onderdelen) staat toe om enkele CPU-intensieve handelingen zoals iDCT (het tegengestelde van DCT), bewegingscompensatie en deinterlacing over te dragen naar de GPU. DXVA 2.0 heeft meer mogelijkheden waaronder video-opname en verwerkingshandelingen, die ook kunnen versneld worden via de hardware.
DXVA werkt samenhang met het videoweergavemodel gebruikt door de videokaart. DXVA 1.0, dat werd geïntroduceerd als een standaard API bij Windows 2000 en momenteel  beschikbaar is voor Windows 98 en later, kan gebruikmaken van de overlappende weergavemodus en de VMR 7/9. DXVA 2.0 is enkel beschikbaar voor Windows Vista en Windows 7 en integreert met Media Foundation (MF). Het maakt gebruik van Enhanced Video Renderer (EVR) aanwezig in MF.

## Software
Er zijn diverse programma's beschikbaar die DXVA kunnen toepassen, waaronder
- Ffdshow
- XBMC
- Boxee
- MediaPortal
- Microsoft Windows Vista/Windows 7 interne MPEG-2-decoder
- Nero Showtime
- Nero MediaHub
- PowerDVD
- SPlayer[2]
- WinDVD
- Windows Media Player 11 (enkel WMV)
- Windows Media Player 12
- Anysee Viewer
- Adobe Flash Player versie 10.1
- DivX H.264-decoder (versie 1.2, deel van DivX Plus)
- VLC media player (enkel DXVA 2.0)[3] (sinds versie 1.1)